# Jordan EJ15
A Jordan EJ15 a Jordan Grand Prix Formula–1-es versenyautója volt a 2005-ös szezonban, az előző évi Jordan EJ14 továbbfejlesztése, és a Jordan 15. és egyben utolsó autója a Formula–1-ben. Két újonc versenyzővel vágtak neki a szezonnak, a portugál Tiago Monteiro váltotta a Williamshez átigazolt Nick Heidfeldet, és az indiai Narain Karthikeyan vette át Timo Glock helyét, aki 2005-ben az amerikai Champ Car bajnokságban versenyzett.

## Teljesítmény
A csapatot ettől az évtől kezdődően a Midland Group birtokolta, de még Jordan néven neveztek be a bajnokságba.
A korábbi évektől eltérően a Jordan a Toyota RVX-05 nevű motorját használta, ugyanazt a motort, amelyet maga a Toyota gyári F1-es csapata is használt. Ugyanis korábbi partnerük, a Ford eladta a Cosworth-t, így motor nélkül maradtak volna. A Jordan lett így a Toyota első ügyfélcsapata. Az első EJ15 az előd EJ14 új szabályokhoz igazított változata volt. További fejlesztés nem történt. Az Olasz Nagydíjtól kezdve a csapat az EJ15B-t használta. Ezen a versenyen azonban csak Tiago Monteiro versenyzett az új futóművel, Narain Karthikeyan csak egy futammal később használta ezt az autót.
Az EJ15 teljesítménye gyenge volt a szezon során, és az egyetlen pont, ami az EJ15 mellett szólt, a megbízhatóság volt, hisz az autók tizenkilenc versenyen mindössze hatszor estek ki.  A szezon azonban a csapat történetének egyik legrosszabb szezonja lett, hisz tizenkét ponttal a kilencedik helyen végeztek a konstruktőri bajnokságban.
Az EJ15-ös kódjelű autók egyetlen csúcspontja a harmadik és negyedik helyezés volt az Amerikai Nagydíjon, ahol csak a hat Bridgestone-gumit használó csapat indult el a versenyen. Monteiro, aki a szezon során csak egyszer esett ki, a belga nagydíjon a továbbfejlesztett EJ15B-t vezetve sikerült pontot szereznie a nyolcadik helyének köszönhetően. Ez volt a Jordan csapat utolsó pontszerzése az F1-ben.

## Eredmények
| Év   | Csapat | Kasztni | Motor         | Gumik | Pilóták            | 1   | 2   | 3   | 4   | 5   | 6   | 7   | 8   | 9   | 10  | 11  | 12  | 13  | 14  | 15  | 16  | 17  | 18  | 19  | Pontok | Helyezés |
| ---- | ------ | ------- | ------------- | ----- | ------------------ | --- | --- | --- | --- | --- | --- | --- | --- | --- | --- | --- | --- | --- | --- | --- | --- | --- | --- | --- | ------ | -------- |
| 2005 | Jordan | EJ15    | Toyota RVX-05 | B     |                    | AUS | MAL | BHR | SMR | ESP | MON | EUR | CAN | USA | FRA | GBR | GER | HUN | TUR | ITA | BEL | BRA | JPN | CHN | 12     | 9.       |
| 2005 | Jordan | EJ15    | Toyota RVX-05 | B     | Tiago Monteiro     | 16  | 12  | 10  | 13  | 12  | 13  | 15  | 10  | 3   | 13  | 17  | 17  | 13  | 15  |     |     |     |     |     | 12     | 9.       |
| 2005 | Jordan | EJ15    | Toyota RVX-05 | B     | Narain Karthikeyan | 15  | 11  | KI  | 12  | 13  | KI  | 16  | KI  | 4   | 15  | KI  | 16  | 12  | 14  | 20  |     |     |     |     | 12     | 9.       |
| 2005 | Jordan | EJ15B   | Toyota RVX-05 | B     | Tiago Monteiro     |     |     |     |     |     |     |     |     |     |     |     |     |     |     | 17  | 8   | KI  | 13  | 11  | 12     | 9.       |
| 2005 | Jordan | EJ15B   | Toyota RVX-05 | B     | Narain Karthikeyan |     |     |     |     |     |     |     |     |     |     |     |     |     |     |     | 11  | 15  | 15  | KI  | 12     | 9.       |